# Fotostudio

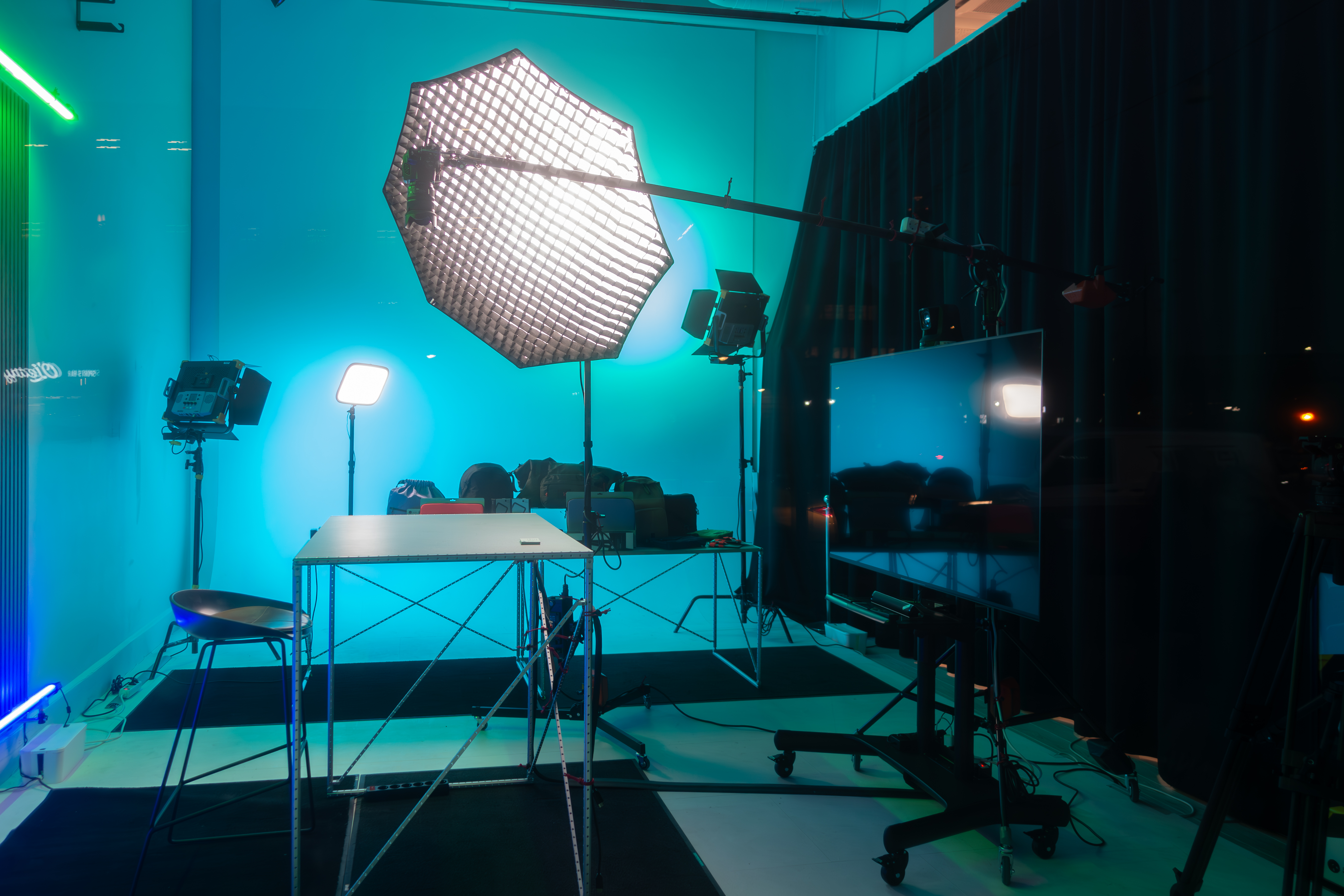
Fotostudio att hyra 2024.

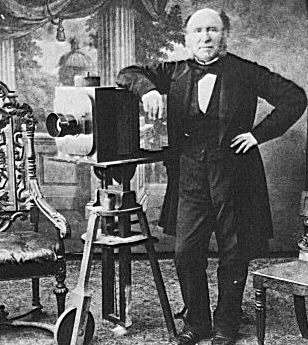
Engelsk porträttfotograf i sin ateljé på 1850-talet.

En fotostudio är det rum i vilket en fotograf har valt att fotografera sitt motiv. Det kan vara vilket utrymme som helst, till och med ens eget vardagsrum. Historiskt sett så har det oftast varit ett rum som man kan göra helt mörkt, och därefter ljussätta med hjälp av diverse utrustning (ofta fotolampor av olika slag) efter fotografens önskemål. Då var fotostudions fördel är att man kunde göra den helt mörk, och man kunde därmed undvika oönskat ljus som man inte ville skulle träffa motivet.
I modern tid används nästan uteslutande så kallade studioblixtar för att ljussätta motivet i en riktig fotostudio. Studioblixtarna har ofta så kraftig ljusstyrka i själva blixtögonblicket att exempelvis taklampor och ströljus från ett annat rum, inte påverkar ljuset i bilden alls.
På studioblixtarna används ofta olika tillbehör för att fotografen exempelvis ska kunna styra hur hårda eller mjuka skuggorna i en modells ansikte blir, eller till exempel ljussätta från sidan för att framhäva strukturen i exempelvis tyger och kläder.
Traditionellt har varje fotograf haft sin egen studiolokal, men med den digitala teknikens utveckling så har konkurrensen ökat, och numera är det lika vanligt att man delar på en studiolokal med flera andra fotografer, eller hyr en fotostudio av något företag som erbjuder detta.
Diverse fotostudiorelaterade begrepp:
- Kamera på stativ
- Fondvägg
- Blixtar
- Bouncer
- Softbox
- Reprostativ
- Volframlampa